# Русецкий, Иосиф Иосифович
Ио́сиф Ио́сифович Русе́цкий (1891—1964) — советский невролог-вегетолог. Доктор медицинских наук (1925), профессор (1930), заведующий кафедрой неврологии и клиники нервных болезней Казанского ГИДУВа. Один из зачинателей рефлексотерапии в СССР, основатель казанской школы рефлексотерапевтов. Заслуженный деятель науки Татарской АССР (1940), Заслуженный деятель науки РСФСР (1947).

## Биография
С 1922 года в Казанском ГИДУВе, где в 1930—1964 гг. руководил кафедрой и клиникой нервных болезней, преемник в этом проф. А. В. Фаворского.
В 1955—1957 годах в научной командировке в Китайской Народной Республике.
Описал ряд симптомов, получивших имя Русецкого (Русецкого качательный тип коленного рефлекса и др.).
Труды по исследованию вегетативной нервной системы, патологии двигательной и рефлекторной систем, проблемам боли.
Автор 152 публикаций, более 30 работ относятся к изучению движений и рефлекторной нервной деятельности, в частности докторская диссертация «К вопросу о содружественных движениях», работы о синдромах пирамидного выпадения и пирамидной недостаточности, о гиперкинезиях при заболеваниях головного мозга и многие другие.
Неоднократно переиздавались его монографии «Клинические методы исследования вегетативной нервной системы», «Вегетативные центры гипоталамической области большого мозга».
Труды
- Контрактуры конечностей / И. И. Русецкий. — Москва : Медгиз, 1954. — 136 с.
- Вегетативные нервные нарушения / И. И. Русецкий. — Москва : Медгиз, 1958. — 352 с.
- Краткое руководство по китайскому иглоукалыванию / И. И. Русецкий. — Казань : Таткнигоиздат, 1962. — 132 с.